# Жовна чорна
Жовна́ чорна, або дятел чорний (Dryocopus martius) — птах роду Чорна жовна (Dryocopus) родини Дятлові.

## Зовнішній вигляд та характеристика
Найбільший європейський дятел розміром до 45 см довжини, розмахом крил 66-75 см та вагою 300—350 грамів. Забарвлення жовни вугільно-чорне, за це її називають чорним дятлом. Жовна є дуже полохливим птахом.

## Харчування
Жовна живиться в основному мурахами. Птах віддає перевагу великим червоногрудим мурахам-деревоточцям, проте не гребує й іншими видами, для чого часто спускається на землю. Окрім мурах, до раціону чорного дятла входять різні комахи, їхні личинки і лялечки. На живих і мертвих деревах жовна шукає жуків, яких вона дістає з-під кори довгим дзьобом. У пошуках їжі чорний дятел розгрібає дерен і зриває кору з відмерлих дерев. Птах навідується до мурашників і ловить комах своїм клейким язиком. Жовна настільки любить крупних мурах, що годинами може копатися в мурашнику, витягуючи з нього не тільки мурах, але і їхні личинки. Знайшовши дерево, дуже пошкоджене якими-небудь личинками, ударами дзьоба дятел збиває з нього кору і витягує комах. У деяких регіонах раціон жовни на 99 % складається з мурах. В інших областях до меню жовни разом з мурахами входять личинки метеликів й інших літаючих комах. Взимку вона віддає перевагу мурашкам і бджолам.

## Місце проживання
Жовни, або чорні дятли, мешкають майже в усій Європі і в бореальній Азії. Вони населяють як листяні та хвойні, так і змішані ліси, віддаючи особливу перевагу незайманому обширному рідколіссю. Усюди жовни тримаються районів, порослих старими високостовбурними лісами. Дуже часто ці дятли зустрічаються на згарищах. Гніздуються жовни зазвичай в букових лісах і сосняках, одначе їхні дупла також можна побачити у стовбурах ялин, ялівців і модрин. За наявності дерев, зручних для влаштування гнізд, жовни гніздуються навіть у парках. Цих полохливих і дуже обережних птахів лякає щонайменше шелестіння. Вони рідко гніздуються поблизу людських жител. Про присутність чорного дятла свідчить здалеку чутний частий стукіт об суху гілку, а також його гучні звуки. Жовну частіше можна почути, ніж побачити. Чорний дятел вправно лазить по стовбурах дерев, чіпляючись за кору міцними кігтями — вони особливо допомагають птахові при пошуках поживи. Під час видовбування дупла і полювання за комахами чорний дятел тримається за кору кігтями і спирається на жорсткий хвіст. Розшукуючи їжу жовна постійно перелітає з одного дерева на інше, видаючи при цьому характерні крики.

## Розмноження

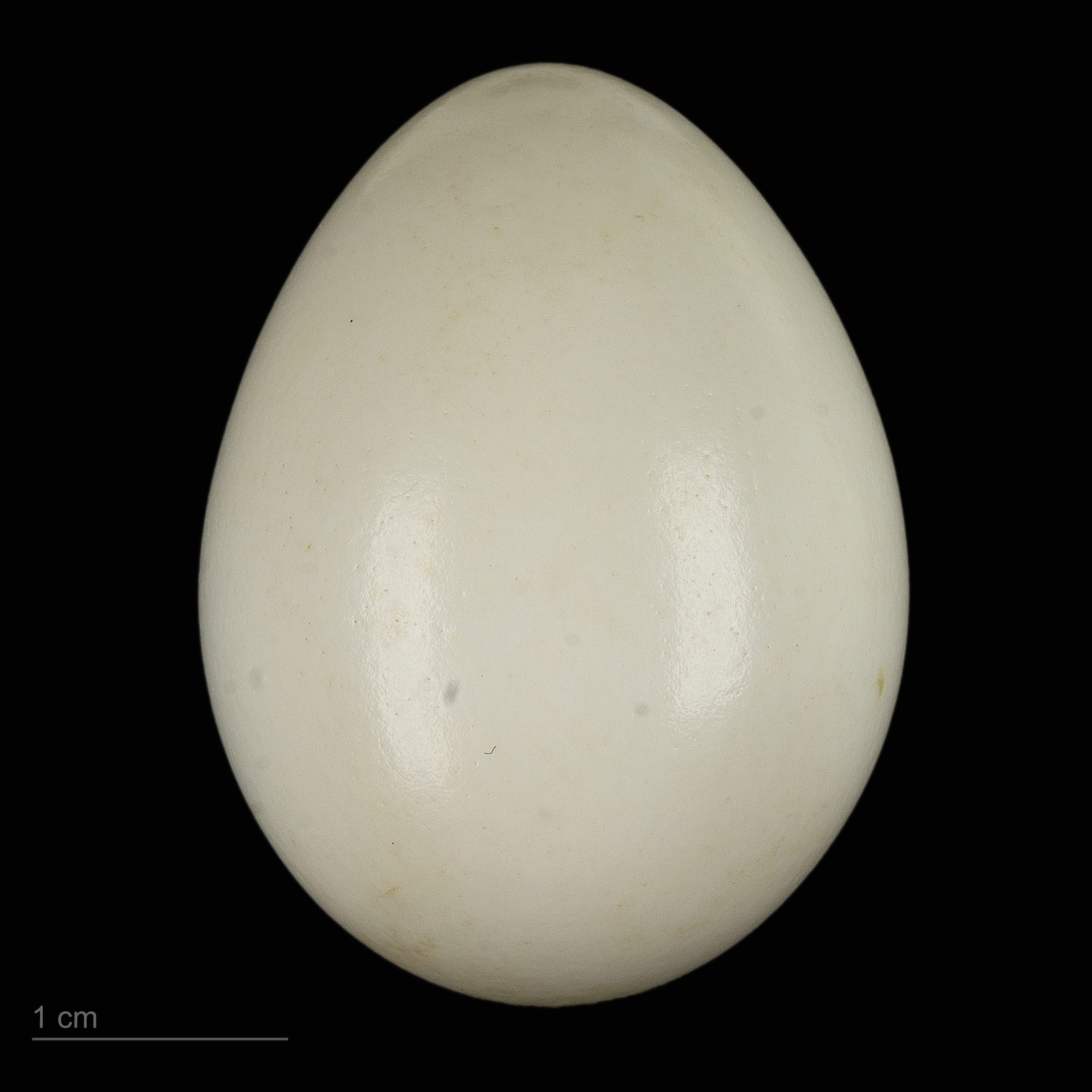
яйце Dryocopus martius pinetorum - Тулузький музей

Дорослі жовни тримаються поодинці. У березні, коли починається шлюбний сезон чорних дятлів, самець привертає увагу самки, стукаючи дзьобом по сухих сучках, що добре вібрують. Крик самців лунає по лісу на великій відстані. Після утворення пар можна спостерігати жовн, що перелітають з дерева на дерево і переслідують одна одну на стовбурі дерева, рухаючись по спіралі. Самець жовни запрошує самку у свій «маєток». Тут самка оглядає дупла і вибирає найзручніше. Якщо дупло недобудоване, птахи дружно беруться до роботи. Жовни зазвичай видовбують декілька дупел, в яких по-перемінно сплять. За 3-4 тижні жовна видовбує дупло завглибшки до 40 см і завширшки до 22 см. Після завершення будівництва гнізда дятли злучаються, і незабаром самка відкладає 2-6 яєць. Батьки насиджують кладку поперемінно, міняючись приблизно через кожні 2 години. Оскільки насиджування триває недовго, пташенята народжуються досить слабкими: маса кожного з них — усього 9 г. Спочатку годування безпорадних пташенят дається батькам непросто, та вже через 10 днів пташенята енергійно вимагають їжі. Батьки досить довго піклуються про пташенят, що залишили гніздо.

## Охорона
Велику загрозу для жовни чорної становлять суцільні вирубки, знищення засохлих, старих та хворих дерев, використання інсектицидів, фактор неспокою в боку людини, тощо. Для збереження виду необхідне впровадження природовідповідних методів лісового господарства, збереження старих ділянок лісу, заборони суцільних рубок, збереження старих, хворих і сухих дерев, відмова від використання хімікатів. Жовна чорна перебуває під захистом Бернської конвенції та Директиви ЄС про захист диких птахів.

## Цікаві факти
- Жовна п'є ту дощову воду, що накопичується в поглибленнях на корі старих дерев і в їхніх дуплах.
- Жовну спостерігали в горах Тибету на висоті 4 000 м над рівнем моря.
- Під пір'ям у дорослої жовни немає пуху. Хвостове пір'я цього дятла дуже жорстке, загострене на кінцях. Жорсткий хвіст створює надійну опору під час видовбування дупла. Укладена у вигляді черепиці ость окремих покривних пір'їн також є жорсткою.
- Ніздрі більшості видів дятлів прикриті пучками пір'я, що створює захист від попадання всередину деревної трухи і пилу.
- У жовни, порівняно з іншими птахами, дуже жорстка шкіра, що оберігає птаха від укусів комах, зокрема мурашок-деревоточців, якими вона здебільшого харчується.
- На видовбування дупла жовна зазвичай витрачає від 10 до 17 днів.
- На кінці довгого язика жовна має 4-5 пар смакових сосочків голчатої форми. Саме до них і прилипають комахи. Таким чином дятел витягує їх з отворів у корі.